# Mindent Éváról
Mindent Éváról (All About Eve), 1950-ben készült fekete-fehér amerikai filmdráma Joseph L. Mankiewicz rendezésében. 1990-ben Lábuk előtt hever a világ címmel mutatta be a Magyar Televízió. Beszéljünk Éváról! címmel is hivatkoznak rá.

## Történet
|  | Alább a cselekmény részletei következnek! |

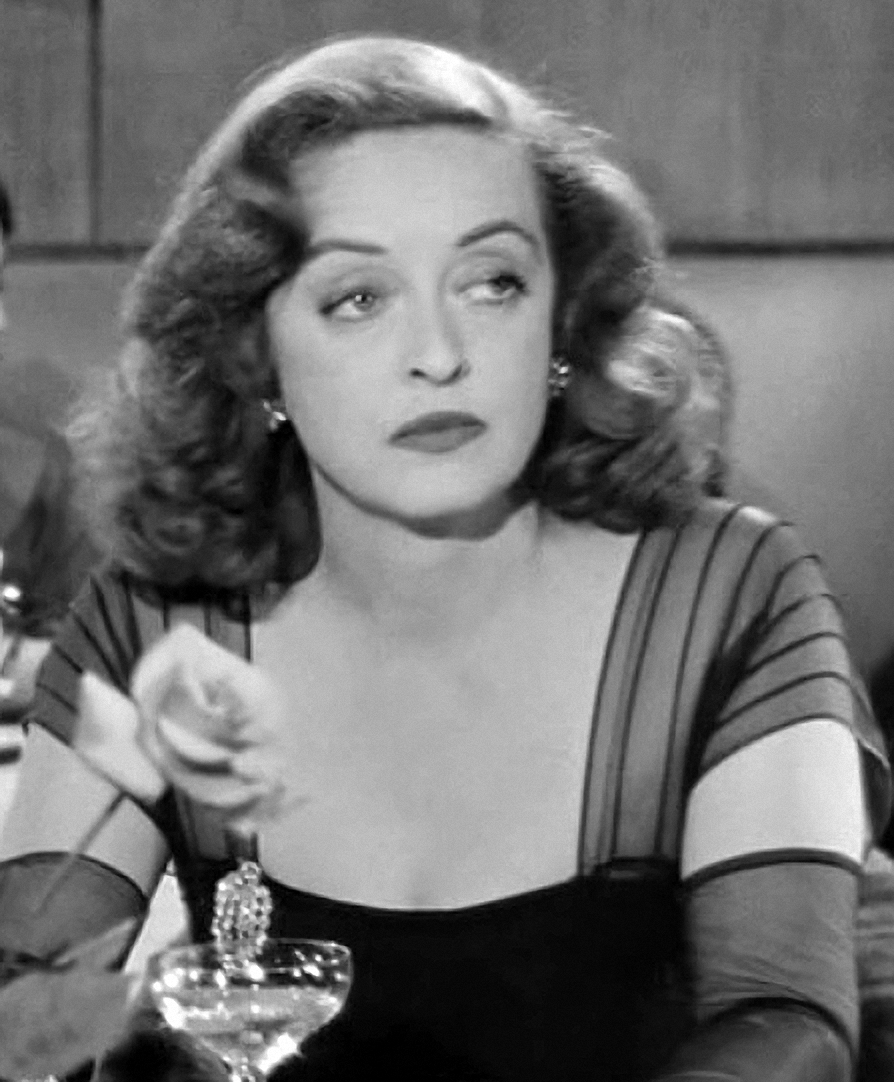
Bette Davis Margo Channing szerepében

A film kerettörténet, egy színházi díjátadás képeivel indul, amiben Eve megnyeri a legjobb alakítás díját. Mindenki a fiatal sztárt ünnepli. Narrátorunk visszavezeti a nézőt egy évvel korábbra, amint Margót, a negyvenes sztárt viharos tapssal ünnepli a közönség egy színházi előadás után. Egy előadás után a művészbejáró lépcsőjén feltűnik Eve, aki Margóra vár a kapualjban. Minden este itt várakozik, hogy egy pillanatra láthassa az elhaladó színésznőt. Karen, Margo barátnője épp befelé igyekszik és beszélgetni kezd a fiatal lánnyal, majd beviszi őt Margóhoz. Eve elmeséli nekik szívszorító történetét, miképpen követi a társulatot minden este városról városra. Eve igazi rajongó, minden előadást látott a kezdetektől. Margo megsajnálja a lányt, a kegyeibe fogadja. Eve aznaptól Margo asszisztense lesz. Csendes és visszahúzódó, mindent megtesz Margóért. Közben összebarátkozik Margo élettársával, Billel, aki egyben Margo színházi rendezője. Eve-et időközben befogadja Margo társasága is. A kezdetben kopott, elhanyagolt nőből igazi díva válik. Kivirágzik, Margo ruháit hordja. Közelebbi kapcsolatba kerül Karennel, Margo barátnőjével, akitől folyton szívességeket kér. A darab színházi kritikusa, Addison őrző, de kritikus szemmel figyeli Eve ténykedéseit. Eve-nek egy este lehetősége nyílik, hogy Margo helyett beugorjon egy előadáson. A szerepet tökéletesen játssza. Közben Margo egyre kevésbé kedveli Eve-et, tart attól, hogy átveszi a szerepét, ugyanakkor félti meglévő kapcsolatait. Eve a sikeres bemutató után interjút ad egy lapnak, ahol Margót negatív fényben tünteti fel. A társaság kiutálja. Pár nappal később felajánlkozik Margo élettársának, de a férfi visszautasítja, mivel szereti az idősödő színésznőt. Eve kiborul. A kritikus Richards közben rájön Eve múltbéli történeteiről mesélt hazugságaira, és megzsarolja a lányt.
A filmben egy epizódszerep erejéig feltűnik Marilyn Monroe, aki egy fiatal, kezdő naiv színésznőt alakít egy partijelenetben.
A Margo kegyeibe beférkőző ambiciózus kezdő, Eve maróan szatirikus karriertörténete a film. A színház könyörtelen, gátlástalan világa a korabeli Amerika hidegháborús légkörét tükrözi. A különös szépségű és drámai erejű Bette Davis a bizonytalanságát agresszivitással kompenzáló, excentrikussága ellenére is melegszívű, idősödő sztár megformálásáért elnyerte a legjobb női alakítás díját Cannes-ban.

## Főbb szereplők
| Szerep           | Színész        | Magyar hangja (1. szinkron) |
| ---------------- | -------------- | --------------------------- |
| Margo Channing   | Bette Davis    | Földi Teri                  |
| Eve Harrington   | Anne Baxter    | Pápai Erika                 |
| Addison DeWitt   | George Sanders | Kránitz Lajos               |
| Karen Richards   | Celeste Holm   | Császár Angela              |
| Bill Sampson     | Gary Merrill   | Fülöp Zsigmond              |
| Lloyd Richards   | Hugh Marlowe   | Szokolay Ottó               |
| Claudia Casswell | Marilyn Monroe | Kiss Erika                  |

## Fontosabb díjak, jelölések
A film az 1951-es Oscar-díj átadás nagy győztese volt, 6 Oscar-díjat nyert.
- Oscar-díj (1951)
  - díj: legjobb film – Darryl F. Zanuck, producer
  - díj: legjobb férfi mellékszereplő – George Sanders
  - díj: legjobb jelmeztervező, fekete-fehér – Edith Head és Charles Le Maire
  - díj: legjobb rendező – Joseph L. Mankiewicz
  - díj: legjobb eredeti forgatókönyv – Joseph L. Mankiewicz
  - díj: legjobb hang – Thomas T. Moulton
  - jelölés: legjobb női főszereplő – Anne Baxter és Bette Davis
  - jelölés: legjobb női mellékszereplő – Celeste Holm és Thelma Ritter
  - jelölés: legjobb díszlettervezőnek, fekete-fehér: George W. Davis, Thomas Little, Walter M. Scott, és Lyle R. Wheeler
  - jelölés: legjobb operatőr, fekete-fehér – Milton R. Krassner
  - jelölés: legjobb vágás – Barbara McLean
  - jelölés: legjobb eredeti zene – Alfred Newman